# رود فيليبس (سياسي)
رود فيليبس هو شخصية أعمال وسياسي كندي، ولد في 2 مارس 1965 في نيوماركت في كندا. نشط حزبياً في حزب أونتاريو المحافظ التقدمي. وقد انتخب وزير البيئة ‏ أونتاريو (29 يونيو 2018 – 20 يونيو 2019) وفي 2018 Ontario general election ‏، انتخب عضو برلمان مقاطعة أونتاريو ‏ عن دائرة Ajax (provincial electoral district) ‏ خلال فترته النيابية ‏ (7 يونيو 2018 – ) وانتخب وزير المالية أونتاريو (20 يونيو 2019 – ).

## وصلات خارجية
- الموقع الرسمي